# Helen Oyeyemi
Œuvres principales
- La Petite Icare (2005)
- Boy, Snow, Bird (2014)

Compléments
- Membre de la Royal Society of Literature

Helen Olajumoke Oyeyemi, née le 10 décembre 1984 à Ibadan dans l'État d'Oyo au Nigeria, est une romancière et nouvelliste britannique. Elle réside à Prague depuis 2014,.

## Biographie
Helen Olajumoke Oyeyemi écrit son premier roman, La Petite Icare (The Icarus Girl), alors qu'elle étudie en vue de son examen de niveau A à la Cardinal Vaughan Memorial School. Durant ses études de sciences sociales et politiques au Corpus Christi College de Cambridge, deux de ses pièces de théâtre, Juniper's Whitening et Victimese, sont interprétées sur scène par des étudiants de l'université et reçoivent des critiques positives, avant d'être publiées par Methuen.
En 2007, Bloomsbury publie le deuxième roman de Oyeyemi, The Opposite House, inspiré de la mythologie cubaine,. Son troisième roman, White is for Witching (en français Le blanc va aux sorcières), qui « prend ses racines dans [l'œuvre de] Henry James et Edgar Allan Poe », est publié chez Picador en mai 2009. Son quatrième roman, Mr Fox, est publié chez Picador en juin 2011, tandis que son cinquième, Boy, Snow, Bird, paraît en 2014. Anita Sethi de The Observer décrit Mr Fox est décrit comme « une médiation sur le procédé d'écriture en lui-même, remplie d'images sur la façon dont la langue peut [nous] prendre au piège ou [nous] libérer ».
En 2016, Oyeyemi fait paraître son recueil de récits intitulé What Is Not Yours Is Not Yours. Son roman Gingerbread sort le 5 mars 2019.

### Récompenses et reconnaissance
Son roman White is for Witching arrive en finale du prix Shirley-Jackson en 2009 et remporte le prix Somerset-Maugham en 2010. En 2009, Oyeyemi figure dans la liste « 25 under 25 » de Venus Zine. En 2013, elle est citée dans la liste des meilleurs jeunes romanciers britanniques de Granta. En 2014, Boy, Snow, Bird arrive en finale du prix du livre du Los Angeles Times. Le recueil What Is Not Yours Is Not Yours remporte le PEN Open Book Award (en) en tant qu'« œuvre littéraire exceptionnelle d'un auteur de couleur publiée en 2016 ».
Oyeyemi est membre du jury du prix de fiction étrangère de The Independent (en) de 2015 et du prix Scotiabank-Giller 2015.

## Œuvres

### Romans
- La Petite Icare, Plon, 2005 ((en) The Icarus Girl, 2005), trad. Isabelle Chapman, 368 p.  (ISBN 2-259-20124-5)
- (en) The Opposite House, 2007
- Le blanc va aux sorcières, Galaade, 2011 ((en) White is for Witching, 2009), trad. Guillaume Villeneuve, 327 p.  (ISBN 978-2-35176-137-3)
- Mister Fox, Galaade, 2013 ((en) Mr Fox, 2011), trad. Guillaume Villeneuve, 375 p.  (ISBN 978-2-35176-242-4)
- Boy, Snow, Bird, Galaade, 2016 ((en) Boy, Snow, Bird[6], 2014), trad. Guillaume Villeneuve, 388 p.  (ISBN 978-2-35176-384-1)
- (en) Gingerbread, 2019
- (en) Peaces, 2021
- (en) Parasol Against the Axe, 2024

### Pièces de théâtre
- (en) Juniper's Whitening, 2004
- (en) Victimese, 2005

### Recueils de nouvelles
- (en) What Is Not Yours Is Not Yours, 2016